# Александров, Николай Александрович (политический деятель)
Никола́й Алекса́ндрович Алекса́ндров (6 [18] мая 1884, Саратов − 28 июня [11 июля] 1915) — русский политический деятель, один из руководителей молодёжного крыла казанского правомонархического (черносотенного) движения, временный редактор газеты «Казанский Телеграф», публицист, педагог.

## Происхождение, образование
Н. А. Александров родился в семье учителя (впоследствии − директора Сердобского реального училища, статского советника) Александра Ивановича и Ольги Николаевны Александровых. Русский, православного вероисповедания.
С августа 1894 года учился в гимназии в Саратове, с августа 1897 года — в Сызранском реальном училище. При этом он «с большим интересом занимался опытною физикой и естественной историей».
После окончания Сызранского реального училища и досдачи в Саратовской 2-й гимназии экзамена «по древним языкам», в 1903 году, согласно прошению, был зачислен студентом на отделение естественных наук физико-математического факультета Императорского Казанского университета. Однако университетское обучение Александрова затянулось до 1911 года, что было связано с «затруднительным денежным положением», тяжёлой болезнью проживавшей в Сызрани матери, требовавшей постоянного ухода, и последовавшей затем смертью отца.
Окончил Казанский университет в 1911 году с дипломом второй степени, прослушав, при отличном поведении, полный курс наук на означенном отделении, после чего был определён на должность сверхштатного ассистента при кабинете гистологии и эмбриологии того же факультета.
16 (29) октября 1912 года оставил Казанский университет, перейдя на должность преподавателя природоведения и географии в Казанскую 3-ю женскую («Котовскую») гимназию. Одновременно преподавал географию в средних классах Казанского 1-го реального училища, законоучителем которой одно время был известный деятель местного правомонархического (черносотенного) и трезвеннического движения священник Н. М. Троицкий.

## Политическая деятельность
Являлся активным членом и руководителем целого ряда казанских правомонархических (черносотенных) организаций: входил в Совет «Казанского царско-народного русского общества» (КЦНРО), затем получил известность в качестве одного из организаторов и лидеров «Казанского общества русской монархической молодёжи» (КОРММ) и действовавшего при нём «Казанского Гимнастического Кружка „Беркут“» (впоследствии − «Гимнастического Общества „Сокол“ в Казани»), в котором состоял членом, а затем — с 1911 по 1913 год — председателем Правления.
10 (22) сентября 1910 года — в составе депутации Казанского царско-народного русского общества — присутствовал на приёме у находившегося в Казани председателя Совета министров Российской Империи П. А. Столыпина, на котором вручил ему отчёт о деятельности «Казанского гимнастического кружка „Беркут“».
В период избирательной кампании в Государственную Думу IV созыва, примкнув к «националистам», принимал живое участие в организации «Казанского русского национального клуба» и предвыборного блока правых монархистов (черносотенцев) и октябристов. Состоял членом редакционной комиссии по изданию патриотического сборника «За Родину», а также являлся учредителем и участником различных обществ и «комитетов».
12 (25) января 1913 года «Казанский Телеграф» сообщил, что «на бывшем недавно годичном собрании кружка» его председатель Н. А. Александров «за полным недостатком времени» сложил свои полномочия.
Позже Б. П. Башинский писал в заметке «Памяти Н. А. Александрова»:
Помню его во время освободительного движения, в местных патриотических союзах и организациях.

Он не скрывал своих правых убеждений, состоял членом царско-народного русского общества — до выборов в Государственную Думу четвёртого созыва, когда он примкнул к националистам и был одним из учредителей национального клуба и видным работником по созданию избирательного блока октябристов и монархистов.

## Редакторская и публицистическая деятельность
Одновременно Н. А. Александров был хорошо известен как журналист с ярко выраженной правой позицией. Со студенческой скамьи, вместе с членами «академического кружка», он принимал участие в редакционной работе газеты «Казанский Телеграф», 12 (25) октября 1911 года являлся её «временным редактором», с конца 1912 — начала 1913 года — «правой рукой» редактора Н. А. Ильяшенко.
Н. А. Александрову, часто выступавшему под псевдонимом «Волжин» и считавшемуся «независимым журналистом», принадлежало авторство целого ряда актуальных статей на местные и военные темы. Известно также, что он являлся постоянным участником своего рода монархического «дискуссионного клуба», сложившегося в казанской гостинице («номерах») «Франция».

## Кончина, погребение
Скончался от перитонита утром 28 июня (11 июля) 1915 года на тридцать первом году жизни. На его похоронах, состоявшихся 1 (14) июля 1915, помимо прочих, присутствовали Казанский губернатор П. М. Боярский, Казанский вице-губернатор князь Л. Л. Голицын, редакторы газет «Казанский Телеграф» Н. А. Ильяшенко, «Камско-Волжская Речь» Н. П. Гусев и «Город Казань» Ю. А. Еленев, заведующий редакцией журнала «Земская Неделя» Ю. С. Геркен и многие другие.